# 神保氏張
神保氏張（大永8年（1528年） - 文禄元年8月5日（1592年9月10日））是戰國、安土桃山時代的武將。本姓惟宗氏，通稱宗五郎、安藝守。越中守山城主、古國府城主。神保氏重之子。妻子是織田信秀的女兒、織田信長的妹妹（神保・稻葉夫人，後離婚再嫁給稻葉貞通）。而子有氏興、氏長。

## 成政越中入封前
生於大永8年（1528年），為越中守護代神保氏庶流神保氏重之子。起初，氏張聯合能登畠山家臣温井氏、反上杉派的寺島職定等，與越後上杉氏敵對，但是被親上杉派的宗家神保長職沒收知行地。長職死後，開始與織田信長接近，但在上杉謙信攻進越中後一時降伏，直到謙信急死後，再度與信長接近，與神保長住（長職之子）及能登的長連龍一同協助織田氏平定越中、能登等地。

## 成政越中入封後
織田氏家臣佐佐成政移封越中後成為其家臣，嫡子氏興也成為成政女婿而成為一門眾。天正12年（1584年），小牧長久手之戰時，成政為德川家康、織田信雄同一陣線，與豐臣秀吉方的前田利家對立。同年與前田氏的末森城之戰，神保父子試圖阻止前田援軍但敗北。不久，阿尾城的菊池武勝被寢返而叛變，氏張為鎮壓叛亂而率軍出陣，然而，居城守山城的家臣乘隙謀反，留守的父親氏重起而討伐，氏張於是率軍返國鎮壓，後來重新出陣進攻阿尾城時，被前田利益率領的援軍擊退。

## 肥後移封後
之後，成政降服於秀吉，越中三郡被沒收，但在九州征伐因戰功獲封肥後一國，氏張也跟隨轉封。但由於發生國人一揆，氏張於隈本城籠城指揮防守奮戰，但成政因為一揆勃發的責任被下令切腹。佐佐氏遭到改易，氏張成為浪人。天正17年（1589年）改仕於德川家康，獲封下總香取郡2000石。文祿元年（1592年）4月，家康於名護屋城出陣之際，與内藤信成共同於江戶留守。8月5日死去。享年65岁。
墓所在千葉縣成田市伊能的寶應寺。子孫以旗本身分存續。